# Никл-кадмијумска батерија
Никл-кадмијумска батерија (NiCd, Ni-Cd) припада скупини пуњивих батерија. Спада у прву генерацију такве врсте батерија. Технолошка рјешења из ових батерија била су добра основа свим врстама које су послије услиједиле. 
Двије главне мане ове батерије су хемијски састав који је токсичан, највише због кадмијума. Друга слабост је што енергија коју произведе није висока. Трећа слабост је изражени проблем кристализације, због чега с њоме ваља исправно руковати, односно врло чести проблем меморијског ефекта. Те слабости надвладале су њене позитивне стране које је потрошачка пракса препознала, а то су велики животни вијек који може бити и до 1500 циклуса и што добро подноси веће струје пражњења. Због тога ова је врста батерије била прва батерија опште намјене која је била широко прихваћена. Посебно је то дошло код одређених врста уређаја који имају веће струје пражњења као што су уређаји и алати у домаћинству, медицинска опрема, професионалне видео-камере, пријеносне радијске станице и слично, због чега је и данас врло погодна за те примјене.
Генерација батерија која је услиједила је такође из породице никлових батерија, никл-метал-хибрид батерија.
Због заштите околине, ове се батерије полако повлаче из употребе.